# Le peripezie dell'emulo di Fortunello e compagni
Le peripezie dell'emulo di Fortunello e compagni è un film italiano del 1918 diretto da Cesare Zocchi Collani, uno dei soli sei prodotti dalla Cleo Film dell'attrice-produttrice Mary Cleo Tarlarini. Fu accolto con favore dal pubblico e dalla critica, giudicato un film che non solo deliziava i bambini, ma divertiva anche i grandi.
Particolare attenzione fu usata per il trucco, davvero stupefacente per l'epoca. In particolare Paola Pezzaglia, nel ruolo di Madama Girasole, era così tanto cambiata che la stessa produttrice, arrivata sul set all'inizio delle riprese, non la riconobbe.

## Trama
Il film si ispira alle storie del personaggio Happy Hooligan, creato da Frederick Burr Opper, conosciuto in Italia col nome di Fortunello, ben noto ai lettori del Corriere dei Piccoli. Un suo emulo si trova, insieme a una banda di strani personaggi, coinvolto in strampalate avventure.